# Adolf Östberg
Carl Adolf Wilhelm Östberg, född 1865 i Stockholm, död 1965, var en svensk bilhandlare.
Adolf Östberg var son till vagnmakaren Johan Wilhelm Östberg i Stockholm, som var först i Sverige att tillverka och hyra ut cyklar, efter att ha inspirerats av cyklar på Världsutställningen i Paris 1867. Sonen var också en cykelentusiast och först i Sverige om att skriva böcker om cykelsport.

## Biografi
Östberg ägde och drev firman Adolf Östberg & Co. Han importerade 1898 den första elbilen till Sverige, en öppen tvåsitsig bil av det amerikanska märket Waverley. Han var då agent för elbilen Waverley från International Motor Car Co i Indianapolis i USA och för Södertelge Verkstäders fordon. Han var senare 1904-1908 ensamförsäljare av Ford i Sverige
Han var från bildandet 1903 sekreterare i Svenska Automobil Klubben, som 1907 namnändrades till Kungliga Automobil Klubben.
Adolf Östberg var gift med Olga Östberg (1875-1969), som var en av första kvinnliga chaufförerna i Sverige omkring år 1900.